# Саратога Спрингс (Њујорк)
Саратога Спрингс (енгл. Saratoga Springs) град је у америчкој савезној држави Њујорк. По попису становништва из 2010. у њему је живело 26.586 становника.

## Демографија
Према попису становништва из 2010. у граду је живело 26.586 становника, што је 400 (1,5%) становника више него 2000. године.
| Група             | 2000.          | 2010.          |
| Белци             | 24.252 (92,6%) | 24.005 (90,3%) |
| Афроамериканци    | 815 (3,1%)     | 701 (2,6%)     |
| Азијати           | 271 (1,0%)     | 521 (2,0%)     |
| Хиспаноамериканци | 485 (1,9%)     | 839 (3,2%)     |
| Укупно            | 26.186         | 26.586         |